# Fermione di Majorana
In fisica delle particelle un fermione di Majorana o particella di Majorana, così detta in onore del fisico teorico italiano Ettore Majorana che l'ha teorizzata, è una particella fermionica che è anche la propria antiparticella.
C'è qualche evidenza sperimentale di osservazione di fermioni di Majorana in natura (v. oltre). Un analogo matematico del fermione è stato osservato in fisica della materia condensata nel 2014, ma in questo caso non si ha a che fare con particelle quanto con quasiparticelle. Il neutrino potrebbe essere un fermione di Majorana così come anche un fermione di Dirac. Qualora il neutrino fosse un fermione di Majorana, sarebbe possibile osservare il doppio decadimento beta senza neutrini. Esperimenti alla ricerca di tale decadimento sono attualmente in corso.
Il neutralino, ipotetica particella prevista dal modello supersimmetrico, sarebbe un fermione di Majorana, ma la sua esistenza non è stata a oggi verificata sperimentalmente.

## Teorizzazione
Il fermione di Majorana fu teorizzato dal fisico Ettore Majorana che nell'articolo 
Teoria simmetrica dell'elettrone e del positrone, prefiggendosi l'obiettivo di far cadere la nozione di stato di energia negativa, sottolineava la non necessaria esistenza per alcune particelle, particolarmente neutre, delle rispettive antiparticelle.
Partendo dall'equazione di Dirac, la risolveva scomponendo la soluzione in due parti, per massa di segno positivo, e dimostrava che a queste soluzioni erano associate particelle incapaci di generare densità di carica-corrente elettromagnetica per cui in sostanza a carica neutra.
Successive scoperte come quella del fotone e del pione neutro, particelle a carica neutra e spin intero, hanno mostrato che questi bosoni hanno le stesse proprietà delle loro antiparticelle. Le particelle di Majorana sono però dei fermioni a spin semintero e l'osservazione di tale coincidenza non è stata ancora verificata sperimentalmente.
È possibile che di queste particelle facciano parte i neutrini, ma l'argomento è ancora oggetto di studio.

## Esperimenti

### L'esperimento NEMO-3
L'esperimento NEMO-3, in corso dal 2003 sotto il traforo del Frejus, è stato organizzato per accertare se il doppio decadimento beta può avvenire in assenza di neutrini. In caso positivo, questo proverebbe che il neutrino è un fermione di Majorana.

### L'esperimento GERDA
Proposto nel 2004 è in corso dal 2010 nei laboratori dell'INFN del Gran Sasso. Utilizza un rivelatore al germanio, l'isotopo 76Ge, per studiare il doppio decadimento beta, previsto dalla teoria di Majorana.

### Esperimento Kitaev
Nel 2001 al fisico teorico russo Alexei Kitaev venne una idea : i fermioni di Majorana potrebbero essere rintracciati alle estremità di un filo superconduttore.
Nel 2011 il lavoro Teorico sull'equazione di Dirac e l'equazione di Majorana era stato svolto arrivando alla conclusione della ragione fisica per la quale i fermioni di Majorana dovevano apparire in quelle condizioni, cit: "A vortex configuration in the superconductor leads to a static, isolated zero energy solution. Its mode function is real and has been called Majorana". 
Nel 2014 il fermione di Majorana è stato osservato per la prima volta dagli scienziati dell'Università di Princeton.
Per rilevare la quasiparticella, è stata impiegata una tecnica di spettroscopia ad alta risoluzione.
Il fermione di Majorana è comparso all'interno di un superconduttore di piombo con una lunga catena di atomi di ferro. L'immagine del fermione è stata catturata all'estremità del filo di metallo come era stato previsto da Kitaev nel 2001.
I risultati dell'osservazione sono stati pubblicati il 31 ottobre 2014 sulla rivista scientifica Science..
Una prova della sua esistenza è stata annunciata dai ricercatori del Oak Ridge National Laboratory che lavorando in collaborazione con i colleghi del Max Planck Institute e dell'Università di Cambridge il 4 aprile 2016, in concomitanza della rilevazione per la prima volta dello stato di liquido di spin quantistico.